# Valencia de Don Juan (kommunhuvudort)
Valencia de Don Juan är en kommunhuvudort i Spanien.   Den ligger i provinsen Provincia de León och regionen Kastilien och Leon, i den norra delen av landet, 260 km nordväst om huvudstaden Madrid. Valencia de Don Juan ligger 768 meter över havet och antalet invånare är 4 184.
Terrängen runt Valencia de Don Juan är platt. Runt Valencia de Don Juan är det mycket glesbefolkat, med 3 invånare per kvadratkilometer. Valencia de Don Juan är det största samhället i trakten. Trakten runt Valencia de Don Juan består till största delen av jordbruksmark.